# Kad porastem biću Kengur
Kad porastem biću Kengur je srpski humorističko-dramski film iz 2004. godine. Režirao ga je Radivoje Andrić, a glavne uloge igraju Sergej Trifunović, Marija Karan, Boris Milivojević, Nikola Vujović, Gordan Kičić, Lazar Strugar i Miodrag Fišeković. Film govori o mladim ljudima koji su na granici prelaska u tridesete godine, a nisu uradili ništa konkretno u svom životu. Radnja filma sastoji se iz tri međusobno isprepletene paralelne priče koje se odigravaju na beogradskoj opštini Voždovac.

## Radnja
Čitava radnja filma odigrava se kroz tri priče u beogradskoj opštini Voždovac. Prva priča govori o mladom studentu filmske montaže, Braci (Sergej Trifunović), koji pokušava da „smuva“ lepu manekenku Iris (Marija Karan). Iako žive u dva različita sveta oboje se trude da to ne pokažu. U drugoj priči, Šomi (Boris Milivojević) i Duje (Nikola Vujović) zagriženo prate fudbalski susret Mančestera i Istviča. Kladili su se na Istvič, jer u njemu brani njihov drug iz detinjstva — Kengur (Nikola Đuričko). Utakmicu prate iz kladionice čiju svakodnevnicu čine nervozni taksista, provokator, doktor, lokalni šaner, kao i radnica u kladionici, Kengurova bivša devojka. Radnja treće priče odvija se na krovu solitera gde Avaks (Lazar Strugar) i Hibrid (Miodrag Fišeković) „kradu bogu dane“ u iščekivanju da se nešto desi. Svakodnevnicu će im poremetiti NLO i Sreten Žujkić, penzioner koji se bori protiv globalizacije. Na kraju će se svi sresti na krovu, neki razočarani, a neki sa novom šansom.
Ma koliko to čudno zvučalo ovo je smešan i veseo film o beznađu. To nije ono veliko, filozofsko beznađe ruskih pisaca ili Weltschmertz [sic], nego ovo naše, svakodnevno, domaće beznađe koje svi jako dobro poznajemo.— Radivoje Andrić, reditelj filma

## Uloge
| Glumac                | Uloga                                                          |
| --------------------- | -------------------------------------------------------------- |
| Sergej Trifunović     | Braca                                                          |
| Marija Karan          | Iris                                                           |
| Boris Milivojević     | Šomi                                                           |
| Nikola Vujović        | Duje                                                           |
| Lazar Strugar         | Avaks                                                          |
| Miodrag Fišeković     | Hibrid                                                         |
| Gordan Kičić          | Sumpor                                                         |
| Nebojša Glogovac      | Živac, taksista                                                |
| Mladen Andrejević     | Cile, kockar                                                   |
| Boris Komnenić        | Doktor, provokator                                             |
| Srđan Miletić         | Toma Baksuz                                                    |
| Olga Odanović         | Rada, Kengurova majka                                          |
| Ana Marković          | Ljubica                                                        |
| Petar Kralj           | Sreten Žujkić                                                  |
| Goran Daničić         | Mile                                                           |
| Predrag Bjelac        | Baron, šaner                                                   |
| Miloš Samolov         | Burgija                                                        |
| Aleksandar Šapić      | Gangula                                                        |
| Nikola Đuričko        | Zoran Paunović Kengur                                          |
| Drago Čumić           | klošar                                                         |
| Boris Isaković        | portir u bioskopu                                              |
| Ljiljana Dragutinović | Bracina majka                                                  |
| Tomislav Trifunović   | Bracin otac                                                    |
| Marko Vasović         | Šone                                                           |
| Almir Kurt            | Banjaluka                                                      |
| Zoran Cvijanović      | milicioner                                                     |
| Ana Bretšnajder       | voditeljka Makili                                              |
| Igor Benčina          | rasvetljivač koji se svađa sa Hibridom                         |
| Lela Pavić            | blagajnica u bioskopu                                          |
| Marko Filičić         | sveštenik                                                      |
| Aleksa Raković        | Pampur                                                         |
| Đorđe Đuričko         | kamerman na krovu solitera                                     |
| Igor Brakus           | radio-voditelj (glas)                                          |
| Milko Josifov         | Kengurov komšija Rade koji mu je kupio prve golmanske rukavice |

## Muzika
Muziku za film komponovao je Vasil Hadžimanov, koji je i odsvirao klavijature i uradio programing. Muzika je snimana u studiju Music Factory. Ostali muzičkih saradnici:
- Željko Veljković — muzička produkcija
- — tekst i glas na odjavnoj pesmi
- — skrečovanje
- Svebor Šakić — električna i akustična gitara
- Predrag Revišin — kontrabas
- Srđan Dunkić Johnny — bubanj
- Bojan Ivković — udaraljke

## Nagrade
- Film je osvojio nagradu Propeler Motovuna[4] na Motovunskom filmskom festivalu u konkurenciji „Od A do A“ (nagrada za najbolji film u regionu od Austrije do Albanije).[5]
- Награду за најбољи сценарио на Фестивалу филмског сценарија у Врњачкој Бањи 2004.[6]

## Premijerna prikazivanja
- Srbija i Crna Gora — 25. mart 2004. (Beograd, svetska premijera)[7]
- Slovenija — 30. septembar 2004.
- Poljska — 12. oktobar 2004.(Warsaw Film Festival)
- Makedonija — 29. oktobar 2004.
- Češka — 30. april 2005. (Pilsen Film Festival)
- Mađarska — 6. oktobar 2006. (Pécs International Film Celebration)

## DVD izdanje
DVD izdanje filma pojavilo se 2004. godine. Izdavač je Yodi Movie Craftsman u saradnji sa časopisom Glorija. Format slike je 16:9 widescreen, a zvuk Dolby Surround 5.1. DVD sadrži titlove na slovenački, makedonski i engleski jezik. DVD ne sadrži nikakve dodatke osim trejlera za film.

## Ostali nazivi filma
- 120 sa 80 — radni naziv filma[7]
- — Internacionalni (engleski naziv)
- — Poljska (festivalski naziv)
- [8] — Hrvatska
- — Francuska

## Spoljašnje veze
- www.kengur.b92.net — Zvanični sajt
- Kad porastem bicu Kengur — IMDb prezentacija